# گلوتاتیون
گلوتاتیون یک ترکیب پروتئینی کوچک است که از سه اسید آمینه سیستئین، اسید گلوتامیک و گلیسین ساخته شده‌است. به دلیل استفاده از سه آمینو اسید در ساختار این پروتئین به آن تری پپتید هم می‌گویند.
در این پروتئین، بین گروه آمینی اسید آمینهٔ سیستئین که به‌طور معمول به اسید آمینهٔ گلیسین متصل است با گروه کربوکسیل زنجیرهٔ اسید گلوتامیک یک پیوند پپتیدی غیرمعمول وجود دارد.
این ماده به‌طور طبیعی در کبد انسان بر اثر ترکیب این سه اسید آمینه به وجود می‌آید.
گلوتاتیون یک آنتی‌اکسیدان قوی است و باعث محافظت اجزای مهم سلولی در برابر واکنش با گروه‌های عاملی اکسیژن دار مانند رادیکال های آزاد و پراکسیدها می‌شود. ترکیبات سمی دارای رادیکال آزاد، معمولاً با گلوتاتیون ترکیب شده و از بدن خارج می‌شوند.باکتری ها، ویروس ها، تشعشعات، مسمومیت با فلزات سنگین، برخی داروها و حتی افزایش سن همگی می توانند باعث اکسیداسیون و متعاقباً تجمع رادیکال های آزاد در بدن شوند.

## عملکرد های مهم گلوتاتیون در بدن
آنتی‌اکسیدان قوی: گلوتاتیون به عنوان یک آنتی‌اکسیدان بسیار قوی (مادر آنتی اکسیدان ها) در بدن شناخته می‌شود.
حفظ سلامت سلولی: این ماده به حفظ سلامت و عملکرد بهینه سلول‌ها کمک می‌کند.
تقویت سیستم ایمنی: گلوتاتیون به عنوان یک تنظیم کننده سیستم ایمنی، می تواند به ایجاد تعادل فعالیت بین سلول های T و B کمک کند و از بروز التهابات مزمن و بیماری های خود ایمنی جلوگیری کند.
مهار فعالیت تیروزیناز: گلوتاتیون می‌تواند با مهار فعالیت این آنزیم، به پیشگیری از افزایش تولید ملانین و به سفید شدن پوست کمک کند.